# Númenor
Númenor of Númenórë is een eiland uit de boeken van J.R.R. Tolkien over de fictieve geschiedenis van de wereld (Arda). De stichting en ondergang van Númenor kan worden gelezen in de Akallabêth in de Silmarillion. In de Gemeenschappelijke Taal (Westron) wordt Númenor ook wel Westernisse genoemd.

## Geschiedenis
Na de overwinning op Morgoth werd het oppervlak van Arda behoorlijk gewijzigd. Het westen van Midden-aarde met onder andere Beleriand ging onder de golven verloren en de Elfen en Mensen die daar gewoond hadden en tegen het kwaad van Morgoth gestreden hadden, mochten naar het westen verhuizen. Vele Elfen gingen naar Tol Eressëa, een voor stervelingen niet toegankelijk eiland in het verre westen, voor de kust van Aman. De Edain, de Mensen die hun bondgenoten geweest waren, kregen het eiland Númenor toegewezen. Hun eerste koning was Elros, de broer van Elrond, die ervoor gekozen had Mens te zijn.
Lange tijd hadden de mensen van Númenor, de Dúnedain, er een tijd van grote bloei, in tegenstelling tot het vasteland van Midden-aarde waar een dienaar van Morgoth, de Maia Sauron de donkere jaren deed nederdalen. De eerste jaren leefden de Númenórianen in een gelukzalige afzondering. Pas rond ongeveer het jaar 700 van de Tweede Era begonnen de Númenórianen de zee te verkennen. Ze zeilden altijd oostwaarts, daar het hen door de Valar verboden was naar het westen, naar de Onsterfelijke Landen, te varen. Onder Tar-Aldarion, de vijfde Koning, bloeide de scheepvaart op (zie ook "Aldarion en Erendis"). De Númenórianen knoopten contacten aan met Elfenkoning Gil-galad van Lindon, en stichtten later ook hun eigen havens en nederzettingen in Midden-aarde. De voortdurende houtkap van de Númenórianen en hun opvolgers zorgden ervoor dat grote delen van Eriador ontbost raakten.
Dit bracht hen in conflict met Sauron. Deze trachtte eerst de inwoners van Midden-aarde tegen de Númenórianen op te zetten, waardoor het regelmatig tot gevechten kwam. Rond 1700 Tweede Era was deze een oorlog tegen de Elfen in Eregion, Rivendel en Lindon begonnen, en wist vrijwel heel Eriador te veroveren. De Númenórianen landden in Midden-aarde en brachten Sauron twee daverende nederlagen toe. Met weinig meer dan een lijfwacht keerde hij in Mordor terug en zwoer zich op Númenor te wreken. Númenor groeide ondertussen meer en meer in macht en pracht.
Hoewel de mensen van Númenor een lange levensspanne was toegestaan waren zij wel sterfelijk en begonnen zij de onsterfelijkheid van de Elfen te benijden. Zo ontstond verwijdering tussen de Eldar en de Númenóreanen. De koningen keerden zich meer en meer tegen de Eldar en de Valar. Uiteindelijk verboden ze gebruik van de Elfentalen, kwamen niet meer naar de Meneltarma, en weigerden de Boom te verzorgen. De weinigen die de Eldar en Valar trouw bleven (de Getrouwen) moesten het ook ontgelden. De Elfen durfden alleen nog maar 's nachts te komen om de Getrouwen in het geheim te ontmoeten.
In de Akallabêth is beschreven hoe Númenor uiteindelijk door Saurons toedoen ten onder ging. Ar-Pharazôn, de laatste koning van Númenor onderwierp Sauron, maar werd door hem tot het kwaad verleid. Vanwege zijn hoge leeftijd werd hij bang voor de naderende dood, en besloot, door Sauron opgehitst, om met een armada naar Valinor te varen om de Onsterfelijke Landen te bezetten. Hij landde met zijn leger op Valinor, en trok op tot aan Tirion. Manwë, de hoogste der Valar, riep de hulp in van de macht van Ilúvatar zelf. Deze onttrok Valinor aan het zicht van de wereld, waardoor het voortaan onbereikbaar werd voor gewone stervelingen. Númenor liet hij door de golven verzwelgen, waarbij alle inwoners omkwamen. Ook Sauron kwam om maar zijn geest ontsnapte en keerde terug naar Mordor, waar hij een nieuwe gedaante aannam.
Alleen Elendil, die het onheil aan had zien komen, was samen met zijn aanhangers (elendili) en zijn zoons scheep gegaan, en wist te ontkomen aan het noodlot. Hij voer met zijn negen schepen naar Midden-aarde en stichtte daar de koninkrijken Arnor in het noorden en Gondor in het zuiden. Hun koningen waren afstammelingen van Elros. In Frodo's tijd was Aragorn de laatste in een lange en ongebroken reeks van koningen uit dat huis en de rechtmatige erfgenaam van het koningschap van zowel Gondor, dat nog bestond, maar al eeuwen een stadhouder had, als Arnor, dat al eeuwen daarvoor door vijanden vernietigd was.
Koningsgetrouwe Númenórianen overleefden ook de Akallabêth. Zij hadden zich met name in Umbar maar ook in andere gebieden in het zuiden van Midden-aarde gevestigd en zetten daar hun verering van Morgoth voort. Zij waren ook bondgenoten van Sauron tot en met de Oorlog om de Ring. Zij voerden millennialang oorlog tegen Gondor. De Mond van Sauron is een voorbeeld van een zwarte Númenóriaan die ten tijde van de Oorlog om de Ring in dienst was van Sauron.
In het Quenya werd Númenor nadat deze door de zee was verzwolgen was Atalantë genoemd, wat 'verzwolgene' betekent.

## Geografie van Númenor

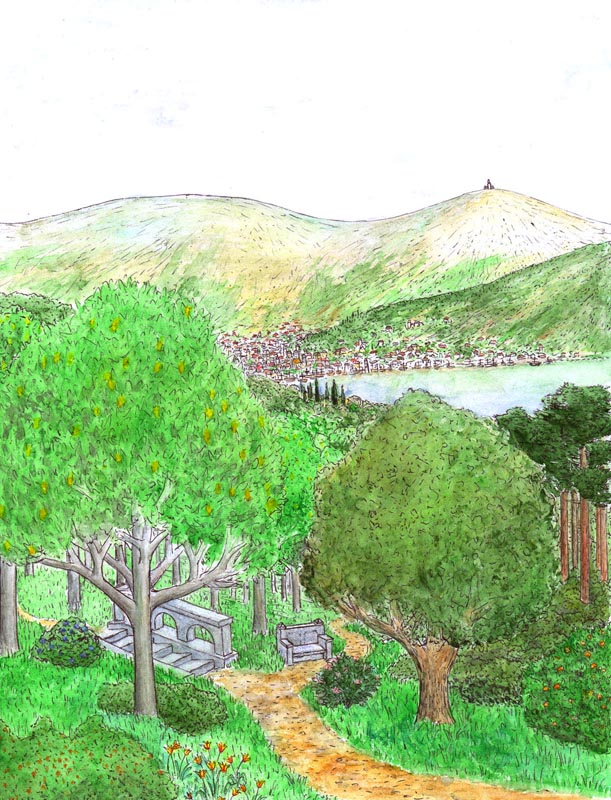
Nísimaldar op het eiland Númenor.

Het eiland Númenor leek wat vorm betreft op een vijfpuntige ster. Het bestond uit zes primaire provincies: Mittalmar (binnenlanden), Forostar (noordlanden), Andustar (westlanden), Hyarnustar (zuidwestlanden), Hyarrostar (zuidoost landen) en Orrostar (oostlanden).

### Mittalmar
Mittalmar had geen kust, behalve bij het land Rómenna en aan het uiteinde van de zeearm van Rómenna.
Een klein deel van Mittalmar was van de rest gescheiden en werd Arandor, het koningsland, genoemd. In Arandor lag de haven Rómenna, de berg Meneltarma, en Armenelos, de stad van de koningen. Het was in alle tijden de dichtstbevolkte streek van Númenor. Mittalmar lag hoger dan het voorgebergte (de hoogte van hun heuvels en bergen niet mee gerekend). Het was een gebied met grasland en lage heuvels, en er groeide daar weinig bomen.
Dicht bij het midden van Mittalmar stond de steile, hoge berg die Meneltarma, zuil van de hemel, werd genoemd. De Meneltarma had een bijzondere betekenis voor de Númenoreanen. Op de top werden ceremonies gehouden ter ere van Eru Ilúvatar. Adelaars vlogen om de berg heen, waarvan gezegd werd dat ze door Manwë waren gezonden. Aan de zuidkant van de berg stonden de graftomben van de overleden koningen en koninginnen in een vallei met de naam Noirinan.
In de Silmarillion wordt gemeld dat er een hoog gebouw op de top stond, maar in de Nagelaten vertellingen staat dat tot de komst van Sauron de Númenoreanen niets hadden wat maar in de verste verte op een tempel leek.
De berg begon niet zo heel steil, maar dicht bij de top was hij niet te beklimmen en wentelde zich er een trap omheen. De voet van Meneltarma liep uit in vijf uitlopers die zich elk richting een van de punten van het stervormige eiland uitstrekten. Deze werden Tarmasundar genoemd; 'de Wortels van de Zuil'.
Het grootste deel van Mittalmar was een gebied van weilanden. In het zuidwesten waren golvende heuvels van gras, Emerië, dat het voornaamste gebied van de herders was. Door Mittalmar stroomde twee grote rivieren: de Siril, die bij Nindamos in zee kwam, en de Nunduinë die bij Eldalondë in de baai van Eldanna uitkwam.
Het kustgebied rond Eldalondë werd Nísimaldar, wat geurende bomen betekent. In dit gebied groeiden de Mallorn-bomen uit het gouden woud van Lórien. Een van deze bomen werd Yavannamírë, juweel van Yavanna, genoemd, naar het fel rode ronde fruit dat deze boom droeg.

### Forostar
Forostar was de noordelijkste van de schiereilanden van Númenor.
Het was de minst vruchtbare provincie, het was rotsachtig met weinig bomen.
Dit met uitzondering van de westelijke helling, waar met hei begroeide woeste gronden lagen en bossen met dennen en lariksen waarin veel groot wild huisde. Het hout uit de bossen kon goed voor de mijnbouw in de regio dienen.
In de buurt van de Noordkaap steeg het land tot rotsachtige hoogten, en daar rees de grote Sorontil steil uit zee met enorme rotswanden op. Hier was het verblijf van vele steenarenden die hun nesten hoog in de bergen hadden. In die streek bouwde Tar-meneldur Elentirmo ("sterrenkijker"), de 5e koning van Númenor, een hoge toren, van waaruit hij de beweging van de sterren kon gadeslaan.
In Forostar waren ook een aantal steengroeves, deze groeves voorzagen Númenor van bouwmateriaal.
In latere tijden kwamen er ook mijnen, voor het delven van verschillende metalen, waaronder ijzer en koper.

### Andustar
In het westen lag het schiereiland Andustar. Het noorden van Andustar was net als Forostar rotsachtig en onvruchtbaar en bedekt met grote naaldwouden die op de hoge hellingen over zee uitkeken.
Andustar had drie kleine baaien in het westen, uitgesneden in de hooglanden. Hier stonden rotswanden op vele plaatsen niet aan de rand van de zee, maar hadden glooiend land aan hun voeten. De noordelijkste baai, werd de baai van Andúnië ("zonsondergang") genoemd. Daar lag de grote haven Andúnië, met de stad aan de kust en vele andere gebouwen die tegen de steile hellingen daarachter opklommen.
De Heren van Andúnië waren verwant aan het koningshuis. De laatste van de heren, Elendil, ontvluchtte Númenor vlak voor de vernietiging en stichtte de Lijn van Elendil die de rijken Arnor en Gondor zou regeren gedurende de Derde Era.
Veel van het zuidelijk deel van Andustar was vruchtbaar, en daar waren grote bossen met berken en beuken op de hogere gronden en eiken en olmen in de lagere valleien. Tussen het voorgebergte van Andustar en Hyarnustar lag de grote baai die Eldanna werd genoemd.

### Hyarnustar
Hyarnustar was de naam van het zuidwestelijke schiereiland van Númenor. Het werd van het zuidoostelijke schiereiland gescheiden door de rivier de Siril. Hyarnustar stond bekend om zijn vruchtbare landbouwgrond en vele wijngaarden. De zuidwestpunt van het schiereiland was bergachtig.

### Hyarrostar
Hyarnustar was de naam van het zuidoostelijke schiereiland van Númenor. Langs de zuidelijke kust lagen brede witte stranden. De westelijke grens van de regio werd gevormd door de rivier de Siril. Hier lag de grote vissersplaats Nindamos. Hyarrostar was bekend om zijn bossen. Hier waren ook grote productiebossen ten behoeve van de scheepsbouw in Rómenna.

### Orrostar
Het oostelijke schiereiland van Númenor werd Orrostar genoemd. De regio was dunbevolkt en er waren geen grote steden. Aan de noorkant was een heuvelrug die de koude noordenwind tegenhield. In de beschutting hiervan lagen in het zuiden en westen van de regio belangrijke landbouwgebieden.

## Inwoners
Over het inwonertal van Númenor heeft Tolkien weinig losgelaten. Wel wordt vermeld dat Arandor het dichtst bevolkte deel van Númenor was, met de hoofdstad Armenelos in het centrum. Het volk van Númenor valt te herleiden tot de drie Huizen van de Edain, die in de oorlogen tegen Morgoth bijna uitgeroeid waren. Halverwege de Tweede Era (1700) werden de Númenoreanen talrijk genoeg om Midden-aarde te koloniseren en Saurons leger te verslaan.
De Númenoreanen stamden af van de Edain, dus erfden waarschijnlijk hun uiterlijk. De Edain waren meestal blond, hoewel sommigen ook bruin haar hadden. De ogen waren meestal blauw of grijs. De Númenoreanen worden echter beschreven als donkerharig, met grijze ogen. De Númenoreanen waren over het algemeen ook langer dan de meeste andere Mensen. Ze spraken de Adûnaische taal, maar waren meestal ook de Elfentalen machtig, totdat in het derde millennium van de Tweede Era de Koning het gebruik hiervan verbood. Toen de Númenoreanen later naar Midden-aarde zeilden, merkten ze dat de Mensen van Eriador een taal spraken die op de hunne leek, zodat ze zelfs in staat waren "hortend en stotend over eenvoudige zaken te praten." Deze Mensen stamden af van verwante volken die in Midden-aarde waren gebleven.
Een groot verschil met alle andere Mensen was echter de levensspanne van de gemiddelde Númenoreaan. Zij leefden door de nabijheid van de Onsterfelijke Landen en de gevorderde medische wetenschap zeer lang, gemiddeld zo'n 200-300 jaar. De leden van het Koninklijk Huis echter, afstammelingen van Elros, leefden nog langer: 350-450 jaar. Elros zelf, een Half-Elf, leefde 500 jaar. De Númenoreanen waren net als andere Mensen na ongeveer 20 jaar volwassen, maar bleven vervolgens lang in de kracht van hun leven. Wanneer hun einde ten slotte naderde, konden zij binnen tien jaar van personen in de kracht van hun leven tot grijsaards verouderen. Wanneer men dit merkte, gaf men meestal het leven vrijwillig op, en koningen die hun levenseinde zagen naderen geven meestal ruim van tevoren de scepter over aan hun opvolger. Tar-Atanamir de Grote was de eerste die weigerde zowel zijn leven als het koningschap op te geven, "totdat de dood hem ten slotte noodgedwongen in kindsheid wegnam". Deze angst voor de dood, en het vastklampen aan het leven, alsmede het verval tot het kwaad, leidde er ironisch toe dat de Koningen steeds minder oud werden, uiteindelijk hooguit 250 jaar.
Aragorn II was een verre afstammeling van de Koningen van Númenor, en bereikte hierdoor een in de Derde Era ongekende leeftijd van 210 jaar, wat nog bescheiden was vergeleken met de gemiddelde Númenoreaan uit de Tweede Era.

## Stamboom van de Bomen
De volgende stamboom geeft de verwantschap tussen de Twee Bomen van Valinor en de Witte Bomen van Minas Tirith weer. Op Númenor staat Nimloth, de Witte Loot, een loot van Celeborn van Tol Eressëa, een loot van Galathilion van Tirion, de loot van Telperion, een van de Twee Bomen van Valinor. Elendil bracht een loot van Nimloth mee naar Midden-aarde en plantte deze in Minas Tirith.
|                            |                            |                            |                            |                            |                            |  |  |                            |                            |                            |                            |                            |                            |  |  |             |             |             |             |                                |                                |                                |                                |                                |                                |                     |                     |                     |                     |  |  |  |  |  |  |  |  |  |  |  |  |
|                            |                            |                            |                            |                            |                            |  |  |                            |                            |                            |                            |                            |                            |  |  |             |             |             |             |                                |                                |                                |                                |                                |                                |                     |                     |                     |                     |  |  |  |  |  |  |  |  |  |  |  |  |
| Telperion Valinor          | Telperion Valinor          | Telperion Valinor          | Telperion Valinor          | Telperion Valinor          | Telperion Valinor          |  |  |                            |                            |                            |                            |                            |                            |  |  |             |             |             |             |                                |                                |                                |                                | Laurelin Valinor               | Laurelin Valinor               | Laurelin Valinor    | Laurelin Valinor    | Laurelin Valinor    | Laurelin Valinor    |  |  |  |  |  |  |  |  |  |  |  |  |
| Telperion Valinor          | Telperion Valinor          | Telperion Valinor          | Telperion Valinor          | Telperion Valinor          | Telperion Valinor          |  |  |                            |                            |                            |                            |                            |                            |  |  |             |             |             |             |                                |                                |                                |                                | Laurelin Valinor               | Laurelin Valinor               | Laurelin Valinor    | Laurelin Valinor    | Laurelin Valinor    | Laurelin Valinor    |  |  |  |  |  |  |  |  |  |  |  |  |
|                            |                            |                            |                            |                            |                            |  |  | Isil de maan               | Isil de maan               | Isil de maan               | Isil de maan               | Isil de maan               | Isil de maan               |  |  | Anar de zon | Anar de zon | Anar de zon | Anar de zon | Anar de zon                    | Anar de zon                    |                                |                                |                                |                                |                     |                     |                     |                     |  |  |  |  |  |  |  |  |  |  |  |  |
|                            |                            |                            |                            |                            |                            |  |  | Isil de maan               | Isil de maan               | Isil de maan               | Isil de maan               | Isil de maan               | Isil de maan               |  |  | Anar de zon | Anar de zon | Anar de zon | Anar de zon | Anar de zon                    | Anar de zon                    |                                |                                |                                |                                |                     |                     |                     |                     |  |  |  |  |  |  |  |  |  |  |  |  |
| Galathilion Tirion         | Galathilion Tirion         | Galathilion Tirion         | Galathilion Tirion         | Galathilion Tirion         | Galathilion Tirion         |  |  |                            |                            |                            |                            |                            |                            |  |  |             |             |             |             | Gelijkend maar link onbewezen: | Gelijkend maar link onbewezen: | Gelijkend maar link onbewezen: | Gelijkend maar link onbewezen: | Gelijkend maar link onbewezen: | Gelijkend maar link onbewezen: |                     |                     |                     |                     |  |  |  |  |  |  |  |  |  |  |  |  |
| Galathilion Tirion         | Galathilion Tirion         | Galathilion Tirion         | Galathilion Tirion         | Galathilion Tirion         | Galathilion Tirion         |  |  |                            |                            |                            |                            |                            |                            |  |  |             |             |             |             | Gelijkend maar link onbewezen: | Gelijkend maar link onbewezen: | Gelijkend maar link onbewezen: | Gelijkend maar link onbewezen: | Gelijkend maar link onbewezen: | Gelijkend maar link onbewezen: |                     |                     |                     |                     |  |  |  |  |  |  |  |  |  |  |  |  |
| Celeborn Tol Eressëa       | Celeborn Tol Eressëa       | Celeborn Tol Eressëa       | Celeborn Tol Eressëa       | Celeborn Tol Eressëa       | Celeborn Tol Eressëa       |  |  |                            |                            |                            |                            |                            |                            |  |  |             |             |             |             |                                |                                |                                |                                | Mallyrn Tol Eressëa            | Mallyrn Tol Eressëa            | Mallyrn Tol Eressëa | Mallyrn Tol Eressëa | Mallyrn Tol Eressëa | Mallyrn Tol Eressëa |  |  |  |  |  |  |  |  |  |  |  |  |
| Celeborn Tol Eressëa       | Celeborn Tol Eressëa       | Celeborn Tol Eressëa       | Celeborn Tol Eressëa       | Celeborn Tol Eressëa       | Celeborn Tol Eressëa       |  |  |                            |                            |                            |                            |                            |                            |  |  |             |             |             |             |                                |                                |                                |                                | Mallyrn Tol Eressëa            | Mallyrn Tol Eressëa            | Mallyrn Tol Eressëa | Mallyrn Tol Eressëa | Mallyrn Tol Eressëa | Mallyrn Tol Eressëa |  |  |  |  |  |  |  |  |  |  |  |  |
| Nimloth Númenor            | Nimloth Númenor            | Nimloth Númenor            | Nimloth Númenor            | Nimloth Númenor            | Nimloth Númenor            |  |  |                            |                            |                            |                            |                            |                            |  |  |             |             |             |             |                                |                                |                                |                                | Mallyrn Lothlórien             | Mallyrn Lothlórien             | Mallyrn Lothlórien  | Mallyrn Lothlórien  | Mallyrn Lothlórien  | Mallyrn Lothlórien  |  |  |  |  |  |  |  |  |  |  |  |  |
| Nimloth Númenor            | Nimloth Númenor            | Nimloth Númenor            | Nimloth Númenor            | Nimloth Númenor            | Nimloth Númenor            |  |  |                            |                            |                            |                            |                            |                            |  |  |             |             |             |             |                                |                                |                                |                                | Mallyrn Lothlórien             | Mallyrn Lothlórien             | Mallyrn Lothlórien  | Mallyrn Lothlórien  | Mallyrn Lothlórien  | Mallyrn Lothlórien  |  |  |  |  |  |  |  |  |  |  |  |  |
|                            |                            |                            |                            |                            |                            |  |  |                            |                            |                            |                            |                            |                            |  |  |             |             |             |             |                                |                                |                                |                                |                                |                                |                     |                     |                     |                     |  |  |  |  |  |  |  |  |  |  |  |  |
| De Witte Boom Minas Tirith | De Witte Boom Minas Tirith | De Witte Boom Minas Tirith | De Witte Boom Minas Tirith | De Witte Boom Minas Tirith | De Witte Boom Minas Tirith |  |  | Aragorn's ent Minas Tirith | Aragorn's ent Minas Tirith | Aragorn's ent Minas Tirith | Aragorn's ent Minas Tirith | Aragorn's ent Minas Tirith | Aragorn's ent Minas Tirith |  |  |             |             |             |             |                                |                                |                                |                                | Mallorn Hobbitstee             | Mallorn Hobbitstee             | Mallorn Hobbitstee  | Mallorn Hobbitstee  | Mallorn Hobbitstee  | Mallorn Hobbitstee  |  |  |  |  |  |  |  |  |  |  |  |  |